# 1985 (роман Берджеса)
«1985» — роман британського письменника Ентоні Берджеса, написаний в 1978 році, аналіз та своєрідне продовження відомого роману-антиутопії Джорджа Орвелла «1984». Вона була адаптована Гаєм Мередітом як радіоп'єса та транслювалася на BBC Radio 3 23 січня 1985 року.

## Сюжет
1985 складається з двох частин. Перша частина під назвою «1984» — це серія есеїв та інтерв’ю (Берджесс — голос інтерв’юера та співрозмовника), в яких обговорюються аспекти книги Орвелла. Розкривається основна ідея антиутопії, а також розглядається та етимологічно досліджується термін «какотопія». Також деконструюється етимологія слова «утопія». Берджес ставиться до Орвелла як до певної міри пов’язаного з його часом. Орвелла сприймають дещо як виснаженого війною британця, який боїться радянської загрози разом із привидом атомної війни. Вважається, що Орвелл розглядає ці ідеї, виключаючи інші явища, змінить британське суспільство. Берджесс пояснює різницю між «Ingsoc» Орвелла та більш приземленим «англійським соціалізмом», як Берджесс бачить цю актуальність у Британії свого часу.
Друга частина — це новела, дія якої розгортається в 1985 році, на сім років у майбутньому на момент написання роману. Замість того, щоб бути продовженням роману Орвелла, Берджесс використовує ту саму концепцію. На основі своїх спостережень за британським суспільством і навколишнім світом у 1978 році він припускає, яким може бути 1985 рік, якщо певні тенденції триватимуть. Автор описує державу, де пожежники ведуть страйк, поки місто охоплене вогнем, де вуличні банди досконало знають латинь, але грабують і вбивають невинних, де люди стають заручниками технологій, перетворюючи своє життя на тортури, а мусульманська ідея в Британії є досить розвиненою.
Основна тенденція, яку він має на увазі, це розширення влади профспілок. У гіпотетичному 1985 році, описаному в книзі, профспілки стали настільки могутніми, що здійснюють повний контроль над суспільством; профспілки існують для будь-якої уявної професії. Профспілки починають страйки без жодних причин, і страйк однієї профспілки зазвичай перетворюється на загальний страйк. Інша головна тема повісті — підйом ісламу як основної культурної та політичної сили у Великої Британії через масштабну імміграцію з Близького Сходу; Лондон рясніє мечетями та багатими арабами, а арабська власність відіграє важливу роль в економічному тлі історії.
Головний герой — шкільний учитель, певною мірою прихильник класицизму. Йому важко в системі освіти, яка приділяє більше уваги більш безпосередньо практичним підходам до навчання. Йому також загрожують вуличні грубіяни, щодня. Він отримує статус у них, коли втрачає свій професійний статус. Вони є аутсайдерами відносно вищезгаданої системи. Серед них модно займатися класичними студіями, зосереджуючись, серед іншого, на грецькій і латинській лінгвістиці.

## Короткий зміст сюжету
У 1985 році колишній вчитель Бев Джонс оплакує смерть своєї дружини, яка загинула під час пожежі в лікарні, яка сталася під час страйку профспілки пожежників, залишивши його наодинці з його 13-річною донькою Бессі, яка сексуально розвинена і нездатна зрозуміти різницю між реальністю та фантазією через талідомід-подібний препарат, який приймала її вагітна мати. Бев починає зневажати профспілкову систему, ворожість, яка спочатку спалахнула, коли він втратив роботу викладача історії, оскільки профспілки віддавали перевагу освіті практичного значення, але породженою смертю його дружини та її останніми словами до нього: «Не дозволяйте їм уникнути покарання».
Бев влаштовується на роботу кондитером, але його членство в профспілці анульовано, коли він одного дня виходить на роботу, коли його профспілка страйкує, що фактично робить його безробітним. Знаючи, що незабаром він втратить дім, він відводить Бессі до закладу опіки, щоб жити з такими ж дівчатами, як вона, і стає бродягою, який живе з групою таких же безробітних інакомислячих і вчиняє дрібні крадіжки, щоб вижити. Зрештою Бева затримали під час однієї крадіжки та засудили до перевиховання в державній психіатричній в'язниці, де його переглядали пропагандистські фільми та читали лекції, намагаючись перетворити його на корисного члена суспільства (тема, яку Берджесс також розглядає в «Механічному апельсині»). Бев також зустрічає впливового профспілкового чиновника Петігрю, який попереджає Бева, що його день закінчився і що синдикалізм — це майбутнє Британії. Незважаючи на безперервні спроби перевиховання, Бев відбуває своє покарання ненаверненим і зрештою виходить на волю.
Бев повертається до Лондона, дізнавшись, що Бессі виключать із закладу опіки, тому що він відмовляється зректися своїх переконань, і зрештою вирішує продати її як дружину багатому шейху, який зацікавився нею під час візиту в готель Аль-Дорчестер, за міркуваннями, вона принаймні буде безпечною та задоволеною таким чином. Все ще безробітний та бездомний, Бев приєднується до мережі під назвою «Вільні британці», яка має на меті забезпечити інфраструктуру та порядок під час дедалі більшого хаосу, пов’язаного зі страйками, який охоплює Британію, але зрештою дізнається, що це прикриття для ісламської групи, яка прагне реорганізувати Британію як мусульманську державу. Виходячи з його освіти, Вільні британці використовують Бева як свій рупор та доручають йому звітувати про триваючі страйки, але він розчарований, коли його роботу цензурує лідер Вільних британців, полковник Лоуренс. Страйк, що поширюється, зрештою переростає у загальний страйк, про який читачі повідомляють здебільшого у формі щоденника. Коли він зупиняється, король Чарльз III приймає командування країною.
Через кілька місяців після страйку Бева знову заарештовують і засуджують до довічного ув’язнення в тюремній лікарні, де єдиний спосіб звільнитися – це забрати члена сім’ї. У в’язниці Бев відновлює свою викладацьку кар’єру, даючи неофіційні уроки історії іншим ув’язненим, починаючи з англосаксонської середньовічної Англії та продовжуючи в епоху Відродження, Просвітництва, промислової революції, аж до ХХ століття. Весь цей час серед ув’язнених ширяться неперевірені новини та чутки про зовнішній світ, деякі з яких свідчать про те, що навернення Британії до мусульман уже просунулося (наприклад, мешканці острова Мен, мешканці виявляють, що стимулятор-депресант роками замінював алкоголь у пиві, відповідно до ісламських дієтичних законів).
Оскільки, як час минає, а уроки історії Бева просуваються до ХХ століття, йому стає все важче пояснити неперервність історії з точки зору сьогодення. Не маючи змоги цього зробити, він пропонує, щоб вони могли просто почати заново, спонукаючи його клас спонтанно розлучитися. Тепер самотній і безцільний, і з невеликими шансами, що Бессі поверне його, Бев вислизає зі свого гуртожитку на ніч і навмисно торкається електричної огорожі в'язниці, убиваючи себе.

## Деталі публікацій
- 1978, США, Little Brown (ISBN 0-316-11651-3 ), тверда палітурка (Перше видання). Одночасно опубліковано в журналі Penthouse Magazine.
- 1978, Великобританія, Hutchinson (ISBN 0-09-136080-3 ), тверда палітурка
- 1980, Великобританія, Arrow (ISBN 0-09-921450-4 ), м’яка обкладинка
- 2007, Чехія, Maťa (ISBN 978-80-7287-119-3 ), тверда палітурка, чеський переклад Мілана Мікулашека
- 2013 рік. Велика Британія, Serpent's Tail (ISBN 978-1-84668-919-2 ), м’яка обкладинка

## Зовнішні посилання
- Огляд Клайва Джеймса